# STS-101
STS-101 var en flygning i det amerikanska rymdfärjeprogrammet med rymdfärjan Atlantis till Internationella rymdstationen, ISS. Den sköts upp från Pad 39A vid Kennedy Space Center i Florida den 19 maj 2000. Efter nästan tio dagar i omloppsbana runt jorden återinträdde rymdfärjan i jordens atmosfär och landade vid Edwards Air Force Base i Kalifornien.
Flygningens mål var att leverera utrustning och förnödenheter till rymdstationen, detta gjorde man med hjälp av en Spacehabmodul placerad i rymdfärjans lastrum.

## Rymdpromenad
Under flygningens enda rymdpromenad inspekterades och fästes en amerikanskbyggd lastkran kallad Orbital Replacement Unit Transfer Device. En rysk lastkran kallad Strela färdigställdes och en av Unitys två tidigare kommunikationsantenner ersattes.

### Statistik
| 1. | James Voss Jeffrey Williams | 22 maj 2000 01:48 | 22 maj 2000 08:32 | 6 timmar, 44 minuter |

## Väckningar
Under Geminiprogrammet började NASA spela musik för besättningar och sedan Apollo 15 har man varje "morgon" väckt besättningen med ett musikstycke, särskilt utvalt antingen för en enskild astronaut eller för de förhållanden som råder.
| Dag | Låt                             | Artist/Kompositör  | Spelad för        |
| --- | ------------------------------- | ------------------ | ----------------- |
| 2   | “Free Fallin”                   | Tom Petty          | Susan Helms       |
| 3   | “Lookin' Out The Window”        | Stevie Ray Vaughan |                   |
| 4   | “Haunted House”                 | Roy Buchanan       |                   |
| 5   | "I Only Have Eyes for You"      | The Flamingos      | James D. Halsell  |
| 6   | "I'm Gonna Fly"                 | Amy Grant          | Scott J. Horowitz |
| 7   | “Don't It Make You Wanna Dance” | Jerry Jeff Walker  | Jeffrey Williams  |
| 8   | Ryska nationalsången            | Okänd              | Jurij Usatjev     |
| 9   | “25 or 6 to 4”                  | Chicago            |                   |
| 10  | “El Capitan”                    | John Philip Sousa  |                   |

## Bilder

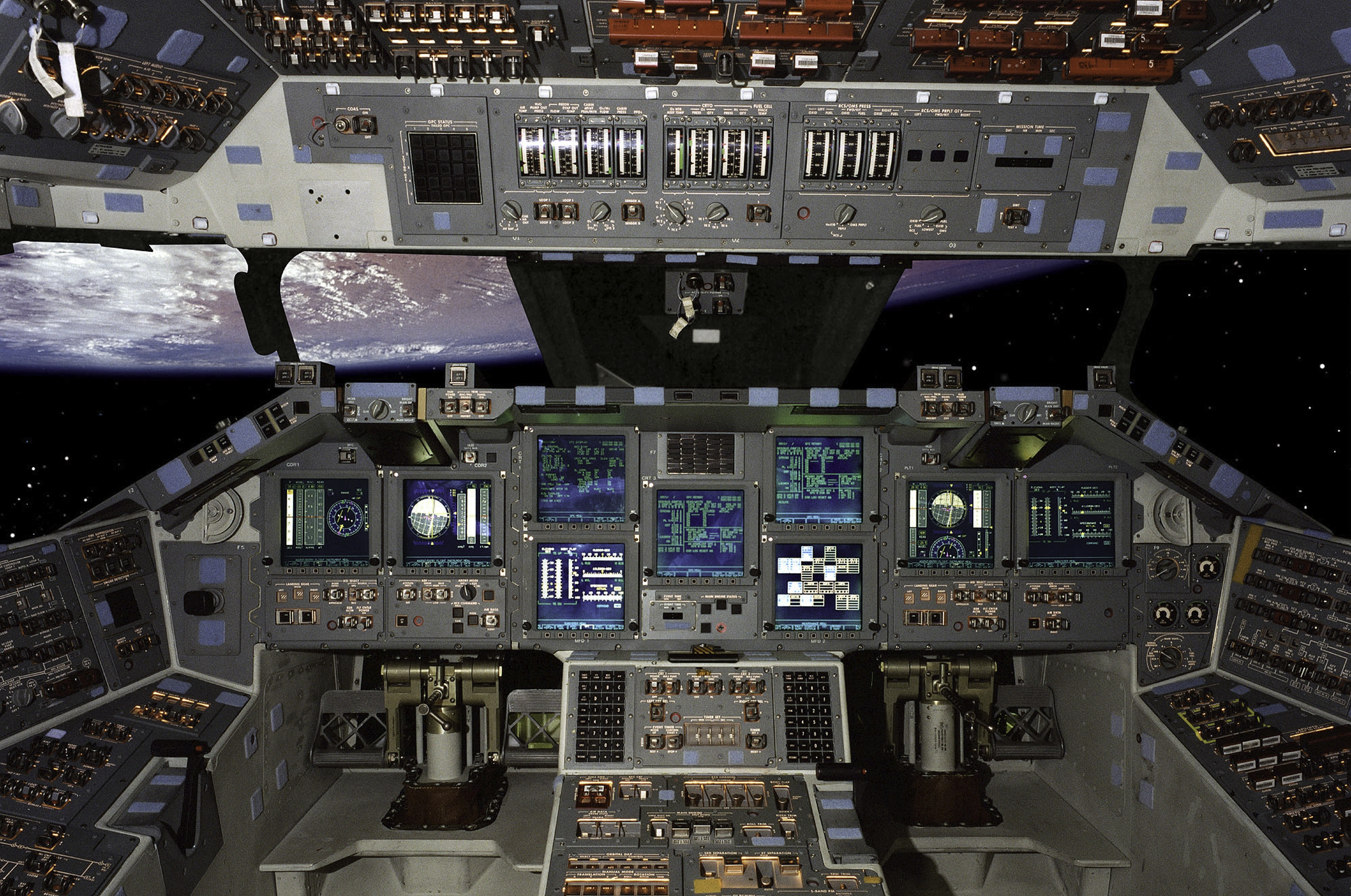
Färden blev den första där en färja var försedd med glascockpit med vilket menas elektroniska skärmar snarare än analoga kontroller.
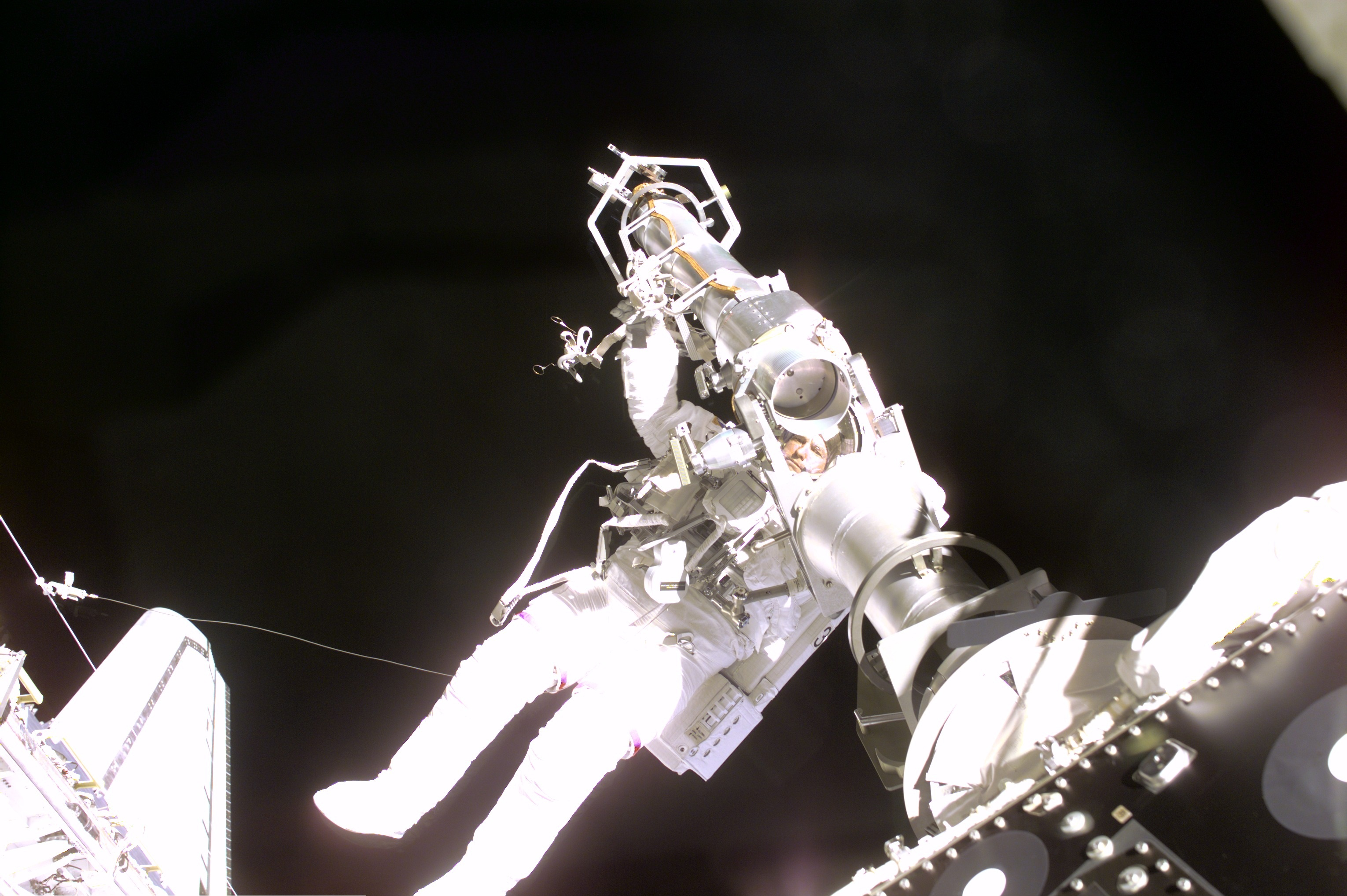
Jeffrey N. Williams